# ماريانو سورينتينو
ماريانو سورينتينو (بالإسبانية: Mariano Sorrentino)‏ هو لاعب كرة قدم أرجنتيني، ولد في 5 يونيو 1979. لعب مع Persiwa Wamena ‏.